# Anatolemys
Anatolemys is een geslacht van uitgestorven schildpadden binnen de familie Macrobaenidae. Er zijn twee soorten bekend, die beide leefden in het Laat-Krijt. Fossielen werden ontdekt in de Yalovach-formatie van Tadzjikistan, de Kulbikin-afzetting en Khodzhakul en Bissekty-formaties van Oezbekistan en de Bostobe-formatie van Kazachstan.
De typesoort Anatolemys maximus werd in 1979 benoemd door Chozatski en Lew Nesow. De soortaanduiding betekent 'de grootste', verwijzende naar de aanzienlijke schildlengte van zeventig centimeter. Het holotype is PIN 2398/501, gevonden in de westelijke Fergana en daterend uit het Turonien.
Als tweede soort werd in 1979 Anatolemys oxensis benoemd. De soortaanduiding verwijst naar de rivier de Oxus. Het holotype is ZIN RNT S 74-1.